# Lê Đức Anh

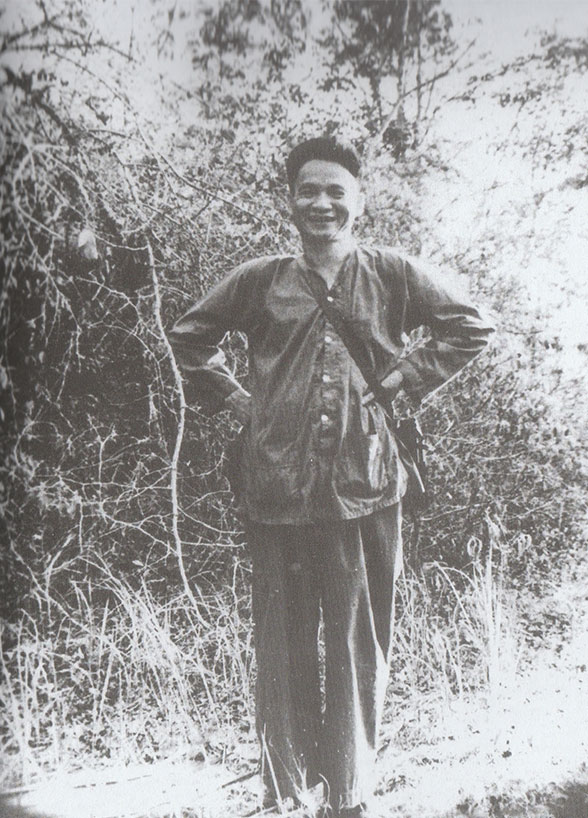
Lê Đức Anh (1966)

Lê Đức Anh (* 1. Dezember 1920 in Truong Ha, Bezirk Phu Vang, Provinz Thừa Thiên Huế; † 22. April 2019 in Hanoi) war ein vietnamesischer General und Politiker.

## Leben
Lê Đức Anh wurde 1920 in der Nähe von Huế geboren. Er war als Arbeiter beschäftigt und schloss sich 1938 der Kommunistischen Partei Indochinas an. Nach seiner Teilnahme als Mitglied der Việt Minh an der von Ho Chi Minh geführten Augustrevolution 1945, die zur Gründung der Demokratischen Republik Vietnam am 2. September 1945 führte, begann er seinen Militärdienst in der Nordvietnamesischen Volksarmee, der Vorläuferin der Vietnamesischen Volksarmee (Quân Đội Nhân Dân Việt Nam). Zunächst war er Politoffizier in einem Bataillon und danach im Regiment 301. Im Anschluss war er zunächst von Oktober 1948 bis 1950 Politoffizier in der Militärregion Nr. 7 (Đông Nam Bộ) mit dem Sitz in Saigon. In dieser Funktion nahm er zwischen 1951 und 1954 auch am Indochinakrieg teil.
Nach der Indochinakonferenz 1954 in Genf wurde er Offizier im Generalstab der Volksarmee und dort 1958 zum Oberst (Đại tá) befördert. Von 1964 bis 1968 war er Leiter der Personalabteilung der Einheiten der Nationalen Front für die Befreiung Südvietnams (Việt Cộng).
1969 wurde er Kommandeur der Militärregion Nr. 9 im Mekong-Delta (Đồng bằng sông Cửu Long). Nach seiner Beförderung zum Generalleutnant (Trung tướng) nahm er während des Vietnamkrieges am Ho-Chi-Minh-Feldzug gegen Südvietnam von Dezember 1974 bis April 1975 als Kommandeur der Einheiten in Westvietnam (Hướng Tây Nam) teil. Im Mai 1976 wurde er dann erneut Kommandeur der Militärregion Nr. 9, ehe er von Juni 1978 bis 1981 Kommandeur und Politkommissar der Militärregion Nr. 7 in Ho-Chi-Minh-Stadt war. Als solcher wurde er 1980 zum Generaloberst (Thượng tướng) befördert.
Von 1976 bis 1997 war Lê Đức Anh darüber hinaus Abgeordneter der Nationalversammlung (Quốc hội Việt Nam).
1981 erfolgte seine Ernennung zum stellvertretenden Verteidigungsminister und Leiter der Politischen Hauptabteilung im Verteidigungsministerium (Bộ Quốc phòng). Noch im gleichen Jahr wurde er Kommandeur der Vietnamesischen Armee während der Besetzung Kambodschas und dort 1984 zum Armeegeneral befördert.
Von 1982 bis 2001 war er auch Mitglied des Politbüros der Kommunistischen Partei Vietnams (Bộ Chính trị Ban Chấp hành Trung ương Đảng Cộng sản Việt Nam).
Nach seiner Rückkehr war er als Nachfolger des im Amt verstorbenen Generals Lê Trọng Tấn von Dezember 1986 bis Februar 1987 Chef des Generalstabes der Vietnamesischen Volksarmee (Tổng Tham mưu trưởng Quân đội Nhân dân Việt Nam). Im Anschluss folgte er General Văn Tiến Dũng als Verteidigungsminister und behielt dieses Amt bis zu seiner Ablösung durch General Đoàn Khuê 1991.
Am 23. September 1992 wurde er als Nachfolger von Võ Chí Công Vorsitzender des Staatsrates und damit Präsident Vietnams. Dieses überwiegend zeremonielle Amt bekleidete er bis zu seiner Ablösung durch Trần Đức Lương am 24. September 1997.
Für seine Verdienste wurde General Lê Đức Anh mehrfach ausgezeichnet und erhielt unter anderem den Orden des Goldenen Sterns (Huân chương Sao vàng) sowie den Ho-Chi-Minh-Orden (Huân chương Hồ Chí Minh).
Lê Đức Anh starb im April 2019 im Alter von 98 Jahren.